# Steinhaus (Kulmbach)
Steinhaus (oberfränkisch: Schdah-haus) ist ein Gemeindeteil der Großen Kreisstadt Kulmbach im Landkreis Kulmbach (Oberfranken, Bayern). Steinhaus liegt in der Gemarkung Leuchau.

## Geografie
Die aus drei Wohngebäuden bestehende Einöde liegt am Fuße des Herrgottsberges und bildet mit Leuchau im Nordwesten eine geschlossene Siedlung.

## Geschichte
Ein Tropfhaus, das mit Steinhaus gleichgesetzt werden kann, wurde 1796 erstmals erwähnt.
Von 1797 bis 1810 unterstand der Ort dem Justiz- und Kammeramt Kulmbach. Mit dem Gemeindeedikt wurde Steinhaus dem 1811 gebildeten Steuerdistrikt Gößmannsreuth und der 1812 gebildeten gleichnamigen Ruralgemeinde zugewiesen. Mit dem Zweiten Gemeindeedikt (1818) wurde die Gemeinde nach Leuchau umbenannt. Am 1. Juli 1976 wurde Steinhaus im Zuge der Gebietsreform in Bayern nach Kulmbach eingegliedert.

### Einwohnerentwicklung
| Jahr      | 001818 | 001861 | 001871 | 001885 | 001900 | 001925 | 001950 | 001961 | 001970 | 001987 |
| Einwohner | *      | 10     | 4      | 10     | 7      | 7      | 5      | 7      | 6      | 4      |
| Häuser    | *      |        |        | 2      | 1      | 1      | 1      | 1      |        | 1      |
| Quelle    | [ 7 ]  | [ 10 ] | [ 11 ] | [ 12 ] | [ 13 ] | [ 14 ] | [ 15 ] | [ 16 ] | [ 17 ] | [ 1 ]  |

## Religion
Steinhaus ist evangelisch-lutherisch geprägt und nach Unsere Liebe Frau (Mangersreuth) gepfarrt.